# Kieffer Moore
Kieffer Roberto Francisco Moore (* 8. August 1992 in Torquay, England) ist ein walisischer Fußballspieler. Der Stürmer steht aktuell bei Sheffield United unter Vertrag und ist A-Nationalspieler von Wales.

## Karriere

### Vereine
Moore begann seine Karriere bei Truro City in der National League South, der sechsthöchsten Liga im englischen Fußball. 2013 wechselte er zu Dorchester Town, wo er einen Vertrag über 18 Monate erhielt. Mit 20 Toren war er viertbester Torschütze der Saison. Bereits im Juni 2013 wechselte er aus der 6. Liga zum Zweitliga-Aufsteiger Yeovil Town, wo er auch nach dem ersten Abstieg blieb. Nach dem erneuten Abstieg aus der Football League One 2014/15, wechselte er in die norwegische erste Liga zu Viking Stavanger, wo er einen Einjahresvertrag erhielt. Hier blieb er in neun Spielen ohne Torerfolg und kehrte im Januar 2016 zurück nach England  zum Fünftligisten Forest Green Rovers. Im November 2016 wurde er für vier Wochen an seinen Heimatverein, den Ligakonkurrenten Torquay United ausgeliehen. Im Januar 2017 wechselte er zum Zweitligisten Ipswich Town, konnte dort aber auch kein Tor erzielen und wurde im Juli an Zweitligaabsteiger Rotherham United ausgeliehen, für den er in 22 Drittligaspielen 13 Tore erzielte. Im Januar 2018 erfolgte der Wechsel zum Zweitligisten FC Barnsley, mit dem er aber am Ende der Saison abstieg. Mit 17 Toren in der Drittligasaison 2018/19 trug er zum Wiederaufstieg bei, wechselte aber im August 2019 zur neuen Saison zum Konkurrenten Wigan Athletic. Da dem Verein wegen Insolvenzanmeldung 12 Punkte am Saisonende abgezogen wurden, stieg er in die  EFL League One 2020/21 ab, worauf Moore zu Cardiff City wechselte. Hier war er in der EFL Championship 2020/21 mit 20 Toren viertbester Torschütze. Ende Januar 2022 wechselte er für eine Ablösesumme von bis zu fünf Millionen Pfund zum AFC Bournemouth und verhalf dem Klub mit vier Toren bei vier Einwechslungen mit zum Aufstieg in die Premier League. Für die Rückrunde der Saison 2023/24 kehrte er per Leihe zu Ipswich Town zurück.
Mitte Juli 2024 unterzeichnete der 31-Jährige einen Dreijahresvertrag beim Erstliga-Absteiger Sheffield United.

### Nationalmannschaft
Moore bestritt 2016 ein Spiel für die englische C-Mannschaft. Aufgrund seines walisischen Großvaters ist er für Wales spielberechtigt. Seine erste Einladung für die walisische Nationalmannschaft erhielt er im Mai 2019. Erstmals eingesetzt wurde er am 9. September 2019 im Freundschaftsspiel gegen Belarus und stand dabei in der Startelf, wurde aber nach 75 Minuten ausgewechselt. Einen Monat später erzielte er beim 1:1 im EM-Qualifikationsspiel gegen die Slowakei sein erstes Länderspieltor. Insgesamt kam er zu vier Einsätzen in der Qualifikation, die für die Waliser mit der direkten Qualifikation für die Endrunde endete. In der UEFA Nations League 2020/21 erzielte er im ersten Spiel den 1:0-Siegtreffer gegen Finnland und das Tor zum 3:1-Endstand im Rückspiel, womit sich die Waliser für die Liga A qualifizierten. Am 24. Mai 2021 gehörte er zu den 28 Spielern, die für die Vorbereitung auf die EM-Endrunde benannt wurden.
Für die Europameisterschaft 2021 wurde er in den walisischen Kader berufen. Bei der Endrunde stand er bei den ersten beiden Gruppenspielen in der Startelf und erzielte im ersten Spiel gegen die Schweiz das Tor zum 1:1-Ausgleich. Im dritten Gruppenspiel gegen Italien wurde er nach einer Stunde beim Stand von 0:1 eingewechselt, konnte am Ergebnis aber auch nichts mehr ändern. Im Achtelfinale gegen Dänemark wurde er in der 78. Minute beim Stand von 0:2 ausgewechselt, danach kassierten die Waliser noch zwei weitere Tore. 
In der Qualifikation für die WM 2022 erzielte er das Tor zum 1:0-Sieg gegen Estland und das Tor zum 1:1-Ausgleich im letzten Gruppenspiel gegen Gruppensieger Belgien, womit sich die Waliser den zweiten Platz sicherten. Er war dann ebenfalls Teil der Mannschaft, die in den Playoffs das Entscheidungsspiel gegen die Ukraine mit 1:0 gewann und sich somit für die WM-Endrunde qualifizierte.